# Drimycarpus racemosus
Drimycarpus racemosus là một loài thực vật có hoa trong họ Đào lộn hột. Loài này được (Roxb.) Hook.f. ex Marchand. mô tả khoa học đầu tiên năm 1869.